# Bảo tàng Khu vực ở Łuków
Bảo tàng Khu vực ở Łuków (tiếng Ba Lan: Muzeum Regionalne w Łukowie) là một bảo tàng tọa lạc tại số 19 Phố Piłsudskiego, Łuków, Ba Lan.

## Lược sử hình thành
Ý tưởng thành lập một bảo tàng ở Łuków đã nảy sinh trong giai đoạn giữa hai cuộc chiến tranh, nhưng do thiếu tài chính nên ý tưởng này chưa thành hiện thực.
Sau Chiến tranh thế giới thứ hai, theo khởi xướng của Hội những người bạn của Vùng Łuków, Bảo tàng Khu vực ở Łuków chính thức mở cửa đón công chúng vào năm 1960. Lúc đầu, trụ sở của Bảo tàng nằm ở Phố Świerczewskiego (nay là Phố Piłsudski). Năm 1964, Bảo tàng được bố trí một số phòng trong tòa nhà nơi trước đây là Tu viện Szaniawski, được xây dựng vào thế kỷ 18. Sau khi cải tạo, Bảo tàng mở cửa trở lại vào tháng 3 năm 1967.
Trong giai đoạn 1966–1975, Bảo tàng Khu vực ở Łuków là cơ sở chính của Bảo tàng Henryk Sienkiewicz ở Wola Okrzejska.
Năm 1965, Trung tâm điêu khắc dân gian Łukowski được Marian Adamski thành lập bên trong Bảo tàng.

## Triển lãm
Bộ sưu tập của Bảo tàng Khu vực ở Łuków hiện có một triển lãm thường trực về cổ sinh vật học. Ngoài ra, Bảo tàng còn tổ chức các cuộc triển lãm tạm thời về các chuyên đề lịch sử và dân tộc học.

## Giờ mở cửa
Bảo tàng Khu vực ở Łuków hoạt động quanh năm, mở cửa tất cả các ngày trong tuần trừ thứ Bảy. Khách tham quan phải trả phí vào cửa, riêng Chủ nhật được vào cửa miễn phí.